# Samosata
Samosata (en armenio Շամշատ, Šamšat; en griego antiguo Σαμόσατα) fue una antigua ciudad situada en la margen derecha (occidental) del río Éufrates, cuyas ruinas existieron junto a la moderna ciudad turca de Samsat (provincia de Adıyaman) hasta que el lugar quedó inundado por la reciente construcción de la presa de Atatürk.

## Historia

La zona oriental del Imperio Romano hacia 50, con las provincias romanas, los reinos clientes y la frontera con el Imperio Parto. Dentro del reino de Comagene, aparece Samósata como su capital.

Capital del reino de Comagene, Samósata era una ciudad fortificada, probablemente de origen hitita. Durante el Imperio Romano, tuvo importancia comercial en la ruta terrestre entre Oriente Medio y Antioquía.
Aproximadamente en 121, bajo Adriano, nació en ella su hijo más famoso, el escritor Luciano de Samosata y en el siglo III nació en la ciudad el obispo Pablo de Samósata. Samósata y la ciudad de Marash fueron atacadas y ocupadas por el emperador Heraclio en el año 625.